# 長門國
長門國（日语：〔〕／ Nagatonokuni */?），日本古代的令制國之一，屬山陽道，又稱長州。長門國的領域大約為現在山口縣的西北半部。

## 歷代守護

### 鎌倉幕府
- 1186年－？：佐佐木高綱
- 1193年－？：佐佐木定綱
- ？－1221年：佐佐木廣綱
- 1221年：小鹿島公業
- 1222年－？：天野政景
- 1242年－？：天野義景
- 1252年？－1276年：二階堂行忠
- 1276年－1279年：北條宗賴
- 1279年－1280年：北條兼時
- 1281年－？：北條師時
- 1282年－？：北條忠時
- 1284年－1296年：北條實政
- 1298年－1299年：北條時仲
- 1300年－1305年：北條時村
- 1305年－？：北條熙時
- 1307年－1319年：北條時仲
- 1323年－1333年：北條時直

### 室町幕府
- 1333年？：二條師基
- 1334年－1348年：厚東武實
- 1348年－1349年：厚東武村
- 1349年－1351年：足利直冬
- 1351年－1353年：厚東武直
- 1354年－1358年：厚東義武
- 1358年－1374年：大內弘世
- 1375年－1399年：大內義弘
- 1400年－1401年：大內弘茂
- 1401年－1431年：大內盛見
- 1431年－？：大內持盛
- 1432年－1441年：大內持世
- 1441年－1465年：大內教弘
- 1465年－1495年：大內政弘
- 1495年－1528年：大內義興
- 1528年－1551年：大內義隆
- 1562年－1563年：毛利隆元

## 郡
- 厚狹郡
- 豐浦郡
- 美祢郡
- 大津郡
- 阿武郡
- 見島郡（日语：見島#歴史）